# Elacatinus genie
Elacatinus genie és una espècie de peix de la família dels gòbids i de l'ordre dels perciformes. Poden assolir fins a 4,5 cm de longitud total. Es troben a les Bahames i a les Illes Caiman.